# Джанджэро
Джанджэро (ямма, ем) — народ группы кушитов в междуречье рек Гибе и Омо в Юго-Западной Эфиопии. Часть народа была переселена в западные районы города Джиммы, где они образуют обычно обособленные поселения. Некоторые историки 19 в. предписывали кушитам достижения многих других древних цивилизаций.(Jefferson 1869: 594). Численность — несколько тысяч человек.

## Язык
Народ говорит на языке йемса (джанджеро) гонга-гимоджской ветви омотской семьи.

## История
Американский историк Джон Болдвин сформулировал концепцию в соответствии которой кушиты в древности имели высокую цивилизацию (Jefferson 1869: 323). До конца XIX века народ джанджэро образовывали независимое княжество, во главе которого был правитель, которого выбирали из рода Мва; также правитель выполнял достаточно важные религиозные функции.

## Традиционные занятия
Одно из основных занятий джанджэров-пашенное земледелие. Они выращивали такие виды растений, как ячмень, маис, сорго, бананы-энсет, кофе, овощи. Использовали быков в качестве тягловой силы.
Самые распространенные ремесла- кузнечное дело, гончарство, ткачество. Представители данных профессий раньше являлись презираемыми и выполняли также работы, считавшиеся нечистыми — рытье могил и т. п.

## Семья
Брак в основном моногамный, но в прошлом мужчины знатных родов могли иметь от 2 до 8 жен.

## Одежда и жилище
Характерная одежда для джанджэров плащ-шамма. В холодную погоду поверх шаммы надевают бурнусы, сваленные из чёрной шерсти. Самый праздничный цвет в Эфиопии — белый. Жилище общеэфиопского типа — круглая хижина, называемая тукуль-коническая крыша, покрытая толстым слоем высушенной травы или соломы. Обстановка в доме довольна простая. Печей в домах нет, внутри помещения находится открытый очаг.

## Традиционные верования
Тотемизм — вера в высшее существо в образе крокодила, которому на берегу реки Гибе в прошлом ежемесячно приносили человеческие жертвы. Большинство джанджэров христиане-монофиситы.